# Atletismo nos Jogos Pan-Americanos de 2007 - 1500 m masculino
Os 1500 metros foram um dos eventos do atletismo nos Jogos Pan-Americanos de 2007, no Rio de Janeiro. A prova foi disputada no Estádio Olímpico João Havelange em 25 de julho com 15 atletas de 12 países.

## Medalhistas
| Ouro   | BRA Hudson de Souza   |
| Prata  | MEX Juan Luis Barrios |
| Bronze | ECU Bayron Piedra     |

## Recordes
Recordes mundiais e pan-Americanos antes da disputa dos Jogos Pan-Americanos de 2007.
| Tipo                             | Atleta             | Tempo   | Local         | Data                |
| -------------------------------- | ------------------ | ------- | ------------- | ------------------- |
|                                  | Hicham El Guerrouj | 3m26.00 | Roma          | 14 de julho de 1998 |
| Recorde dos Jogos Pan-Americanos | Joaquim Cruz       | 3m40.26 | Mar del Plata | 19 de março de 1995 |

## Resultados

### Final
A final dos 1500 metros foi disputada em 25 de julho as 17:10 (UTC-3).
| Pos.              | Atleta                | País                      | Tempo   |
| ----------------- | --------------------- | ------------------------- | ------- |
| Medalha de ouro   | Hudson de Souza       | BRA Brasil                | 3m36.32 |
| Medalha de prata  | Juan Luis Barrios     | MEX México                | 3m37.71 |
| Medalha de bronze | Bayron Piedra         | ECU Equador               | 3m37.88 |
| 4                 | Javier Carriqueo      | ARG Argentina             | 3m38.62 |
| 5                 | Fabiano Peçanha       | BRA Brasil                | 3m39.58 |
| 6                 | Eduar Villanueva      | VEN Venezuela             | 3m41.74 |
| 7                 | Nico Herrera          | VEN Venezuela             | 3m42.18 |
| 8                 | Luis Soto             | PUR Porto Rico            | 3m42.49 |
| 9                 | Leslie Encina         | CHI Chile                 | 3m45.99 |
| 10                | Mauris Surel Castillo | CUB Cuba                  | 3m48.82 |
| 11                | Mario Bazan           | PER Peru                  | 3m51.38 |
| 12                | David Freeman         | PUR Porto Rico            | 3m55.84 |
| 13                | Juan Odalis Almonte   | DOM República Dominicana  | 3m55.95 |
| 14                | Andrew McClary        | USA Estados Unidos        | 4m03.58 |
| 15                | Masai Jeffers         | SKN São Cristóvão e Neves | 4m09.47 |